# Kolínské tůně
Kolínské tůně jsou přírodní památkou (ev. č. 861) nacházející se severozápadně od obce Tři Dvory a východně od města Kolín na slepém rameni řeky Labe, které bylo původně meandrem. Představují místní ekosystém labské nivy s typickou flórou i faunou, který je součástí významného krajinného prvku (VKP) Hánín, pojmenovaném podle stejnojmenného slovanského hradiště. V blízkosti se nalézají další slepá ramena, jako je Legerovo, Ovčačka či Štolbovka. Kolínské tůně byly vyhlášeny přírodní památkou v roce 1985.
Předmětem ochrany jsou společenstva rostlin a živočichů obývající vodní plochy s břehovými porosty mokřadních rostlin a fragmentem lužního lesa, které kdysi vytvářely přirozenou složku zdejší přírody.

## Lokalita
Kolínské tůně leží na katastrálním území města Kolín (asi 3 km od centra směrem na východ) na pravém břehu Labe v nadmořské výšce 195-196 m n. m. Památku tvoří slepé rameno (známé i pod názvem "Staré Labe") a několik tůní, jež jsou pozůstatky staršího říčního ramene. Celková rozloha činí 4,5 ha. Tůně jsou neprůtočné; napájeny jsou především dešti a podzemními vodami. V ochranném pásmu se nachází vodní zdroj, zásobující obyvatelstvo Kolína a blízkého okolí, kapacita tohoto zdroje však vlivem sucha poslední roky klesá.

## Stručná historie
Oblast Polabí byla v minulosti postižena výrazným odlesněním; krajinu významně poznamenala i zemědělská činnost. Lužní porosty v současné podobě se zde objevují až v 19. století. Zdejší slepá ramena (nazývaná též „labišťata“) zde vznikla díky vodohospodářským úpravám, jakými byla regulace a splavnění toku v letech 1913–1927. Vybudováno bylo i několik studní, což společně s vytyčením ochranného pásma pomohlo zabránit větším zásahům a úpravám.

## Přírodní poměry
Podloží území tvoří slínité až kaolinitické křídové pískovce. Ty jsou překryty vrstvami nivních a eolických sedimentů kvartérního stáří. Území je součástí geomorfologické jednotky Středolabská tabule. Biotou se řadí do fytogeografického okresu Poděbradské Polabí a faunistického okresu Polabí.
Z klimatického hlediska se území nachází v teplé oblasti (T2) s krátkou, mírnou zimou a dlouhým a suchým létem, s ročními úhrnem srážek 535-625 mm.

### Flora
Botanický průzkum z roku 1986 na místě zaznamenal 157 druhů vyšších rostlin, z toho tři chráněné. Po inventarizačních průzkumech v letech 2001 a 2015 se však zdejší druhová bohatost znatelně zmenšila. Ze silně ohrožených druhů se ještě vyskytuje nadmutice bobulnatá (Cucubalus baccifer) a ojediněle vodaňka žabí (Hydrocharis morsus-ranae). Rovněž se zde vyskytují ohrožené druhy jako je rozrazil dlouholistý (Pseudolysmachion maritimum) a žluťucha lesklá (Thalictrum lucidum). Z méně ohrožených je to krtičník křídlatý (Scrophularia umbrosa) či ochmet evropský (Loranthus europaeus). Dříve uváděná jarva žilnatá (Cnidium dubium) se dle posledního průzkumu na území přírodní památky již nevyskytuje. Ke vzácnějším druhům patří i kruštík širolistý (Epipactis helleborine), který je mezinárodně chráněn pod úmluvou CITES. Stromové patro tvoří převážně dub letní (Quercus robur), podél břehů roste jilm vaz (Ulmus laevis) či jilm habrolistý (Ulmus minor). Na jednom místě byl zaznamenán i topol černý (Populus nigra) jenž může být zaměněn s vysazeným topolem kanadským (Populus x canadensis). Příznivou zprávou je, že zde dosud nebyly zjištěny žádné invazivní druhy.

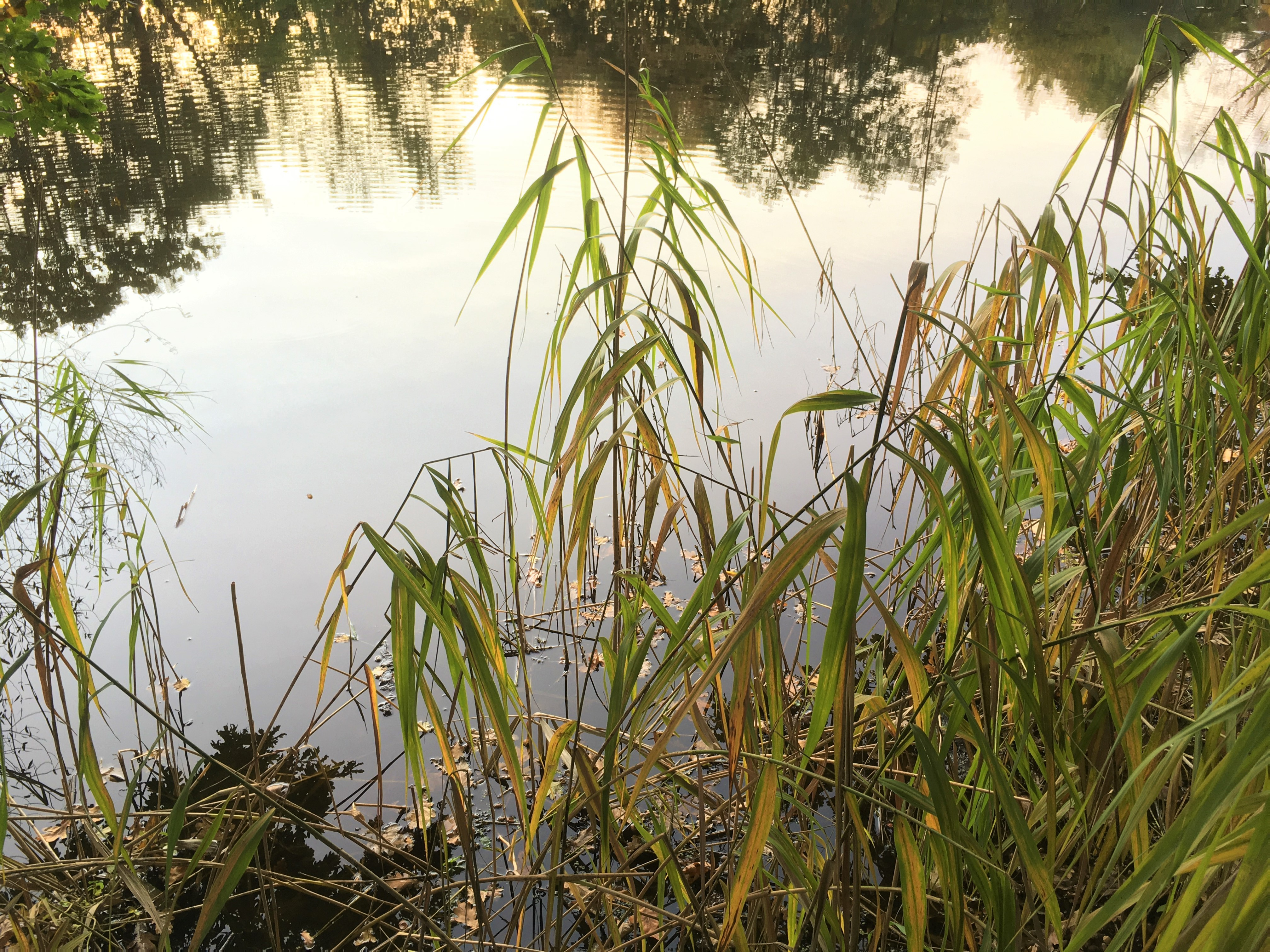
Rákos tvoří běžnou součást břehového porostu.

V okolí se nachází většinou pole. Směrem na jihovýchod navazuje louka, s hojnou srpicí barvířskou (Serratula tinctoria), která se zde nachází ve velkém počtu jedinců, což je pro oblast Polabí poměrně neobvyklý jev. Na loukách zasahujících do ochranného pásma se lze setkat s rozrazilem dlouholistým (Veronica maritima) či bukvicí lékařskou (Betonica officinalis).
V tůních je nejhojnějším druhem růžkatec ostnitý (Ceratophyllum demersum), místy se vyskytuje okřehek menší (Lemna minor). Na březích roste rákos obecný (Phragmites australis) a různé druhy ostřic (Carex buekii, C. pseudocyperus, C. ripia).

### Fauna
V břehových porostech lze narazit na ropuchu obecnou (Bufo bufo), slepýše křehkého (Anguis fragilis), ještěrkou obecnou (Lacerta agilis) či užovkou obojkovou (Natrix natrix). Z ptáků sem zavítá slavík obecný (Luscinia megarhynchos) či ťuhýk obecný (Lanius collurio); spatřen byl i pár ledňáčků říčních (Alcedo atthis). V rákosinách hnízdí moták pochop (Circus aeroginosus). Řada zajímavých druhů však z oblasti vymizela; např. bukáček malý (Ixobrychus minutus) zde byl naposledy pozorován v roce 1987. Ze savců lze zmínit kolonii silně ohrožených netopýrů rezavých (Nyctalus noctula), v tůních loví také netopýr vodní (Myotis daubentoni).
Na lokalitě zatím nebyl prováděn podrobný entomologický výzkum. Dosud byl zjištěn např. modrásek bahenní (Phengaris nausithous).

## Ochrana a stav památky
Jedním z důvodů vyhlášení přírodní památky (tehdy jako přírodního výtvoru) byla ochrana populace leknínu bílého (Nymphaea alba), která se tu ještě v roce 1986 početně vyskytovala. Rovněž ve stejném roce zde byla zaznamenána silně ohrožená jarva žilnatá (vedena v černém i červeném seznamu ohrožených rostlin ČR). Při mapování v roce 2001 však již nebyl žádný ze zmíněných druhů nalezen. Z hlediska diverzity jsou na tom lépe přilehlé louky, které svou bohatostí tůně často předčí. Podobně jako další bývalá ramena řeky Labe byly Kolínské tůně rybářsky využívány, což mělo neblahý vliv na litorální porosty. Podpora hnízdění polodivokých kachen zde vedla k výrazné redukci dříve běžného vodního rostlinstva, např. stulíku žlutého (Nuphar lutea), který přežívá ve slepém rameni v několika jedincích.

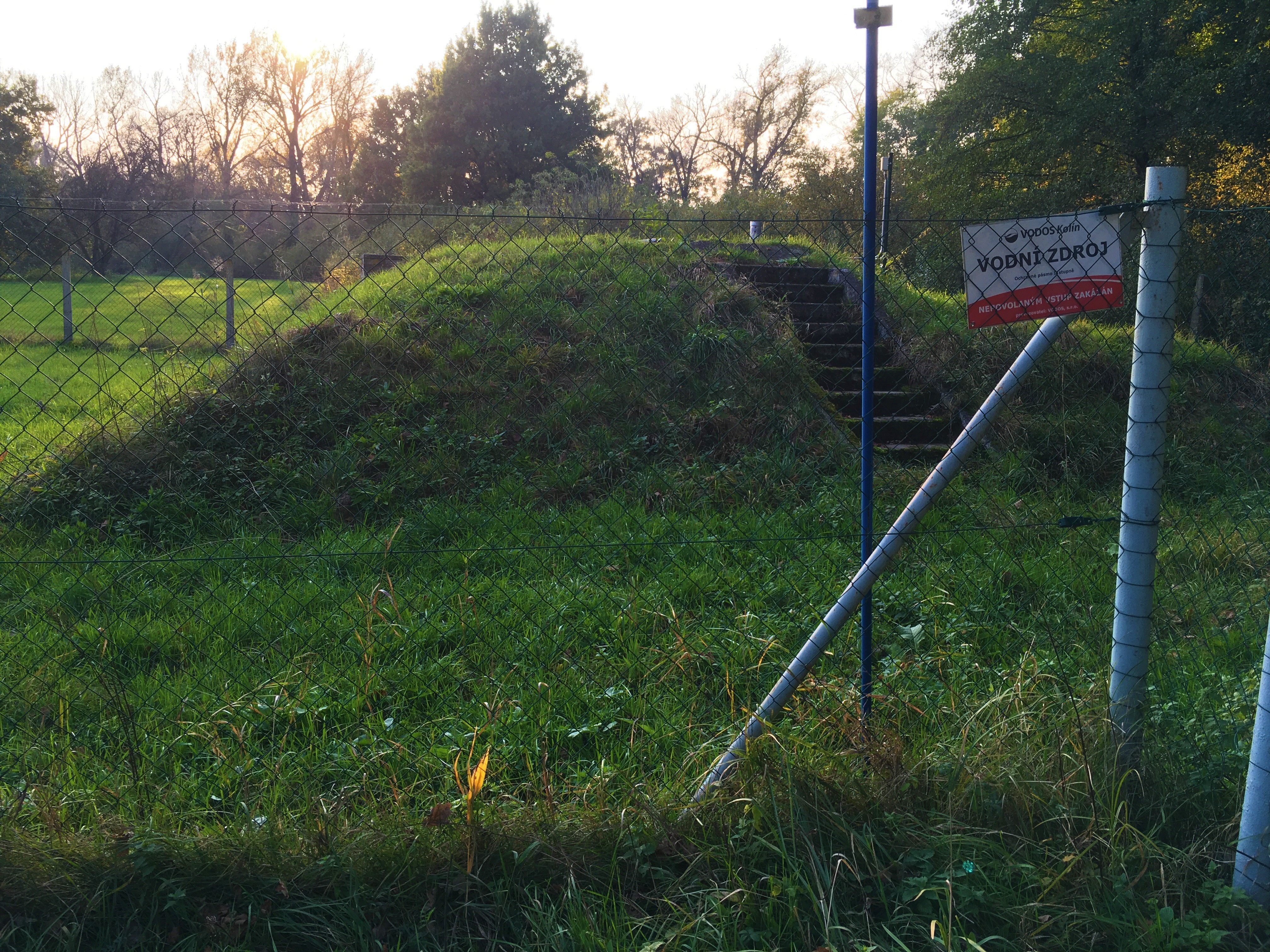
Nedaleko tůní se nachází vodní zdroj.

V současnosti jsou tůně ohrožené eutrofizací v důsledku splachů hnojiv a pesticidů z polí. Také dochází k postupné sukcesi a zazemňování slepého ramene. Východní břeh slepého ramene je nyní zarostlý vysokou vegetací, která prostor ramene izoluje od okolí. Ve slepém rameni navíc kolísá vodní hladina, což může být způsobeno blízkostí vodního zdroje (s odběrem 60-70 l/s) nedaleko obce Tři Dvory.
Stav přírodní památky není uspokojivý; podle některých zpráv by dokonce mnohé nechráněné lokality získaly příznivější hodnocení. Za dobu 30 let zmizela z chráněného území celá řada vzácných živočichů i rostlin. Na území památky proto platí přísný zákaz lovu ryb a planktonu, zakázáno je rovněž kladení návnad či nástrah a sběr přírodnin. Ochrana by měla spočívat v občasném kosení a probírce dřevin. Padlé kmeny stromů v břehových porostech je vhodné ponechat; poskytují totiž útočiště různým druhům živočichům. Pro zlepšení stavu přírodní památky je zásadní odbahnění slepého ramene a úprava břehů, čímž by byla umožněna obnova litorálu a vodních rostlin.

## Rekreace a jiné způsoby využívání
Přístup k památce je omezen; možný je po západním okraji po neoznačené asfaltové komunikaci a dále po polní cestě. Lze také využít obslužné komunikace vedoucího na přilehlou louku, kde se nachází vodní zdroj. Vzhledem ke špatné dostupnosti je přírodní památka jen málo navštěvována; přístupové cesty využívají např. rybáři. Slepé rameno je využíváno např. rybářským kroužkem pro děti.